# 剪下、複製、貼上
在人機互動中，剪下和貼上和複製和貼上是一種為使用者介面交互技術提供從來源傳送文字，數據、文件或物件到目的地的命令。用戶常常有需要去進行剪下和貼上。貼上會把剪下或複製的物品在目的地貼上。剪下會把來源移到目的地，複製會把來源留住，複製一個並移到目的地。

## 歷史

### 由來
剪下和貼上的概念是來自人們會從書籍用剪刀剪下一些圖片，並黏上其他地方。這基本在1980年代實踐。以前的文具店會賣一種「編輯剪刀」有足夠長的刀片去剪一版有8½吋寬的頁面。而複印機的來臨使做法更容易和更靈活。

### 現普及的方法
雖然有一個機制已經在早期行和字符編輯器廣泛使用，由艾芙琳·別列津發明並推出。拉里·泰斯勒在1974年至1975年帕羅奧多研究中心工作時普及了當初的剪下和貼上。
蘋果公司在Apple Lisa和麥金塔電腦廣泛普及了剪下和貼上操作系統和應用程序。蘋果把功能推廣到組合鍵，包括按住命令鍵分別按X（剪下）C（複製）和V（貼上）。

## 常用的按鍵方法
|                     | 剪下                                  | 複製                | 貼上                   |
| ------------------- | ------------------------------------- | ------------------- | ---------------------- |
| 通用／蘋果          | ⌘ Cmd+X                               | ⌘ Cmd+C             | ⌘ Cmd+V                |
| Windows／GNOME／KDE | Ctrl+X／⇧ Shift+Delete                | Ctrl+C／Ctrl+Insert | Ctrl+V／⇧ Shift+Insert |
| BeOS                | alt+X                                 | alt+C               | alt+V                  |
| 普通用戶接入（CUA） | ⇧ Shift+Delete                        | Ctrl+Insert         | ⇧ Shift+Insert         |
| Emacs               | Ctrl+W （至標記） Ctrl+K （至行結尾） | Meta+W （至標記）   | Meta+Y（至標記）       |
| vi                  | D (delete)                            | Y (yank)            | P (put)                |
| X Window System     |                                       | 按住拖曳選取        | 按中間滑鼠鍵           |

## 資料來源
1. ↑  Deutsch, L. P, and B. W Lampson. “An online editor.” Communications of the ACM 10, no. 12 (1967): 793–799.